# Skazka skazok
Skazka skazok (russisk: Сказка сказок) er en sovjetisk animationsfilm fra 1979 af Jurij Nornsjtejn.